# Wrangel (1917)
Wrangel (25), tidigare (9), officiellt HM Jagare Wrangel, var en jagare i svenska flottan som byggdes vid Lindholmens varv i Göteborg och sjösattes den 24 september 1917 som den första av två jagare i Wrangel-klassen. Wrangel var systerfartyg till Wachtmeister. Fartyget var med sin syster bland de modernaste jagarna i världen strax efter första världskrigets slut, och vid andra världskrigets utbrott 1939 ingick hon i Göteborgseskadern. Wrangel utrangerades 1947 och användes därefter som försöks- och målfartyg och sjönk på Horsfjärden 1960. Namnet kommer ifrån amiralen Carl Gustaf Wrangel.

## Utformning och bestyckning
Wrangels skrov var byggdt av nitat stål. Fartyget hade likt tidigare jagare ingen riktig överbyggnad i fören, utan hade enbart en skyddande vägg för om kommandobryggan. I aktern fanns en liten överbyggnad. Framdrivningsmaskineriet bestod av fyra ångpannor vilka levererade ånga till två ångturbiner som drev var sin propeller. Maskineriet genererade en effekt på 11 500 hästkrafter vilket gav en maxfart på 34 knop. Varje panna hade var sin skorsten vilket gav fartyget hela fyra stycken skorstenar. De två ångturbinerna var av en ny typ med reduktionsväxel, vilket innebar att turbinens varvtal kunde växlas ned för att sänka propellerns varvtal, vilket gav maskineriet en bättre verkningsgrad.
Vid leveransen bestod fartygets huvudartilleri av två stycken 7,5 cm kanoner m/12 som var pacerade på för- respektive akterdäck. Närskyddet bestod av två 6,5 mm kulsprutor m/14 som stod på var sin sida om kommandobryggan. Torpedbestyckningen bestod av sex stycken 45,7 cm torpedtuber m/14. Fyra av dessa stod som på den föregående klassen i två dubbelställ på huvuddäck. Vad som var nytt var att ytterligare två var placerade bakom luckor i förliga delen av skrovet.

## Historia
Wrangel byggdes vid Lindholmens varv i Göteborg och sjösattes den 24 september 1917. Efter provturer och bestyckning levererades hon till marinen den 4 maj 1918.
År 1923 förlovade sig kronprins Gustav Adolfs med Louise Mountbatten, och förlovningen ägde rum i England. Den 28 juni avgick därför Wrangel från Karlskrona tillsammans med systerfartyget Wachtmeister och alla de tre fartygen i Sverige-klassen, och den 2 juli inlöpte man till Sheerness, där paret besökte fartygen Ett par dagar senare gick färden vidare till Rosyth, där man besökte den engelska atlantflottan, och därefter gick man tillbaka till Sverige.
I mitten av 1920-talet byggdes fartygets ångpannor, som från början var koleldade, om till oljeeldning.

### Andra världskriget
År 1939 ombestyckades fartyget, då de förliga två torpedtuberna togs bort och en 25 mm luftvärnsautomatkanon tillkom. Vidare byttes de två kulsprutorna ut mot en 8 mm luftvärnskulspruta m/36 som monterades på aktra bryggan och två stycken sjunkbomsfällare med 16 sjunkbomber m/24. Under början av andra världskriget ingick Wrangel tillsammans med systerfartyget i Göteborgseskadern. Vintern 1940-1941 fick fartyget nya pannor, men redan under senhösten 1943 lades hon i materielberedskap i Stockholm.

### Utrangering
Efter att Wrangel lagts i beredskapsförläggning kom hon aldrig mer att rustas, och utrangerades den 13 juni 1947. Därefter användes hon som försöks- och målfartyg och sjönk på Horsfjärden 1960.